# Kalliovaara, Kittilä
Kalliovaara är en kulle i Finland.   Den ligger i Kittilä kommun i landskapet Lappland, i den norra delen av landet, 800 km norr om huvudstaden Helsingfors. Toppen på Kalliovaara är 261 meter över havet, eller 68 meter över den omgivande terrängen. Bredden vid basen är 2,6 km.
Terrängen runt Kalliovaara är huvudsakligen platt.  Trakten runt Kalliovaara är nära nog obefolkad, med mindre än två invånare per kvadratkilometer.